# Pipistrel·linis
Els pipistrel·linis (Pipistrellini) són una tribu de ratpenats de la família dels vespertiliònids, formada per 42 espècies distribuïdes en 4 gèneres.

## Classificació
- Gènere Glischropus
- Gènere Nyctalus
- Gènere Parastrellus
  - Subgènere Perimyotis
  - Subgènere Pipistrellus
- Gènere Scotozous